# 罗历歌
罗历歌（1963年3月3日—），女，锡伯族，北京人，前中国影视及话剧演员，中国戏剧梅花奖获得者。